# Biogeographie

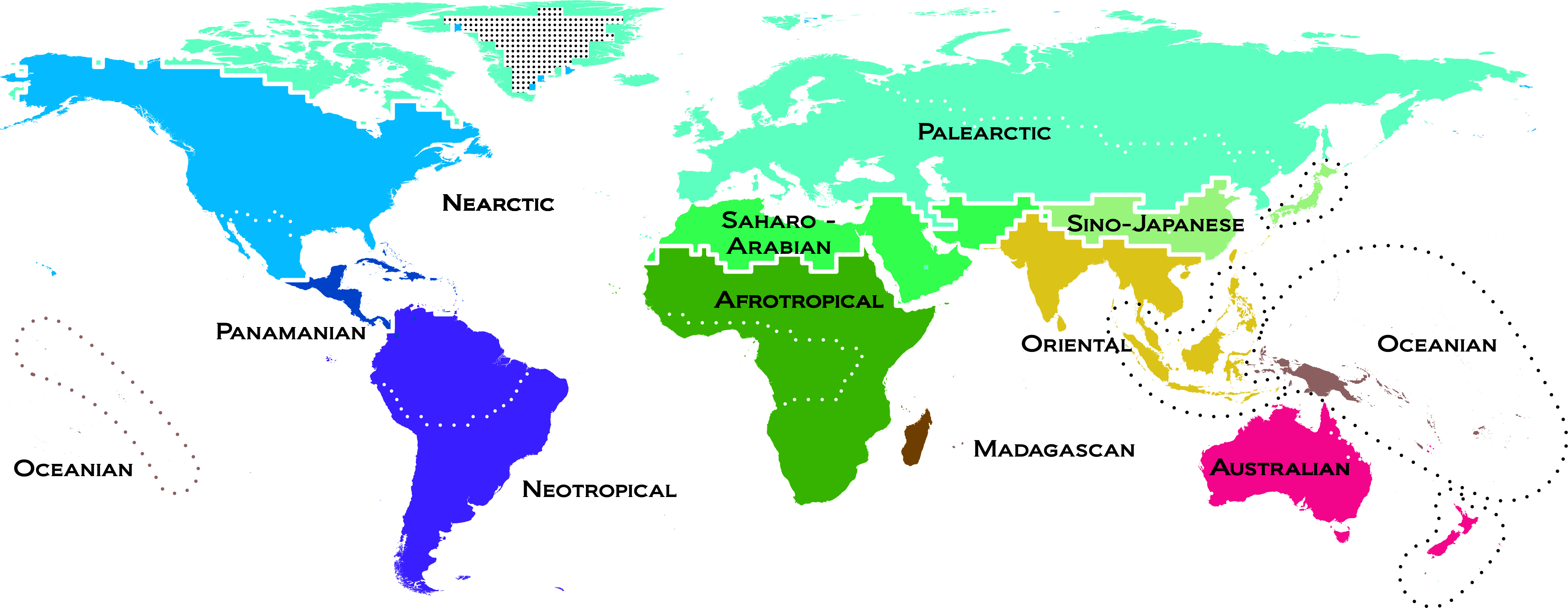
Zoogeographische Regionen (CMEC 2012) – Quelle: Journal Science / AAAS

Die biogeographischen Regionen Europas

Die Biogeographie (Biogeografie) ist eine Forschungsrichtung der Biologie und zugleich der Geographie. Sie kombiniert Aspekte beider Wissenschaften und nimmt eine Mittlerstellung zwischen Bioökologie und Geoökologie ein. Sie befasst sich mit der heutigen Verbreitung, der erdgeschichtlichen Entwicklung und den Umweltbeziehungen der Tier- und Pflanzentaxa sowie mit der Verbreitung und den räumlichen Mustern von Populationen, Lebensgemeinschaften und Biomen. Eine moderne Ausrichtung, die Befunde der Molekularbiologie, Phylogenetik und Paläontologie mit Ausbreitungsszenarien genetischer Linien oder höherer Taxa integriert, ist die Phylogeographie.

## Biogeographie als geographische Wissenschaft
Biogeographie als geographische Wissenschaft sieht die Lebewesen als Geofaktoren (Flora und Fauna), Elemente der Naturräume und Bioindikatoren zur Kennzeichnung der Erdräume und der dort existierenden Wirkungsgefüge.
Die Biogeographie kann in zwei Teildisziplinen eingeteilt werden:
- Die Phytogeographie (Pflanzen- oder Vegetationsgeographie) ist die Lehre von der räumlichen Verbreitung der Pflanzen und Pflanzengesellschaften.
- Die Zoogeographie (Tiergeographie) ist die Wissenschaft von der räumlichen Verbreitung der Tiere. Analog zu den Florenreichen gibt es hier Faunenprovinzen.

Außerdem steht die Biogeographie in enger Verbindung zur Geobiologie (siehe Geobotanik, Geozoologie), einer Teildisziplin der Biologie. Die Kompetenzgebiete beider Wissenschaften weisen eine große Ähnlichkeit auf. Sie unterscheiden sich durch ein anderes Erkenntnisobjekt.

### Die großen zoogeographischen Regionen

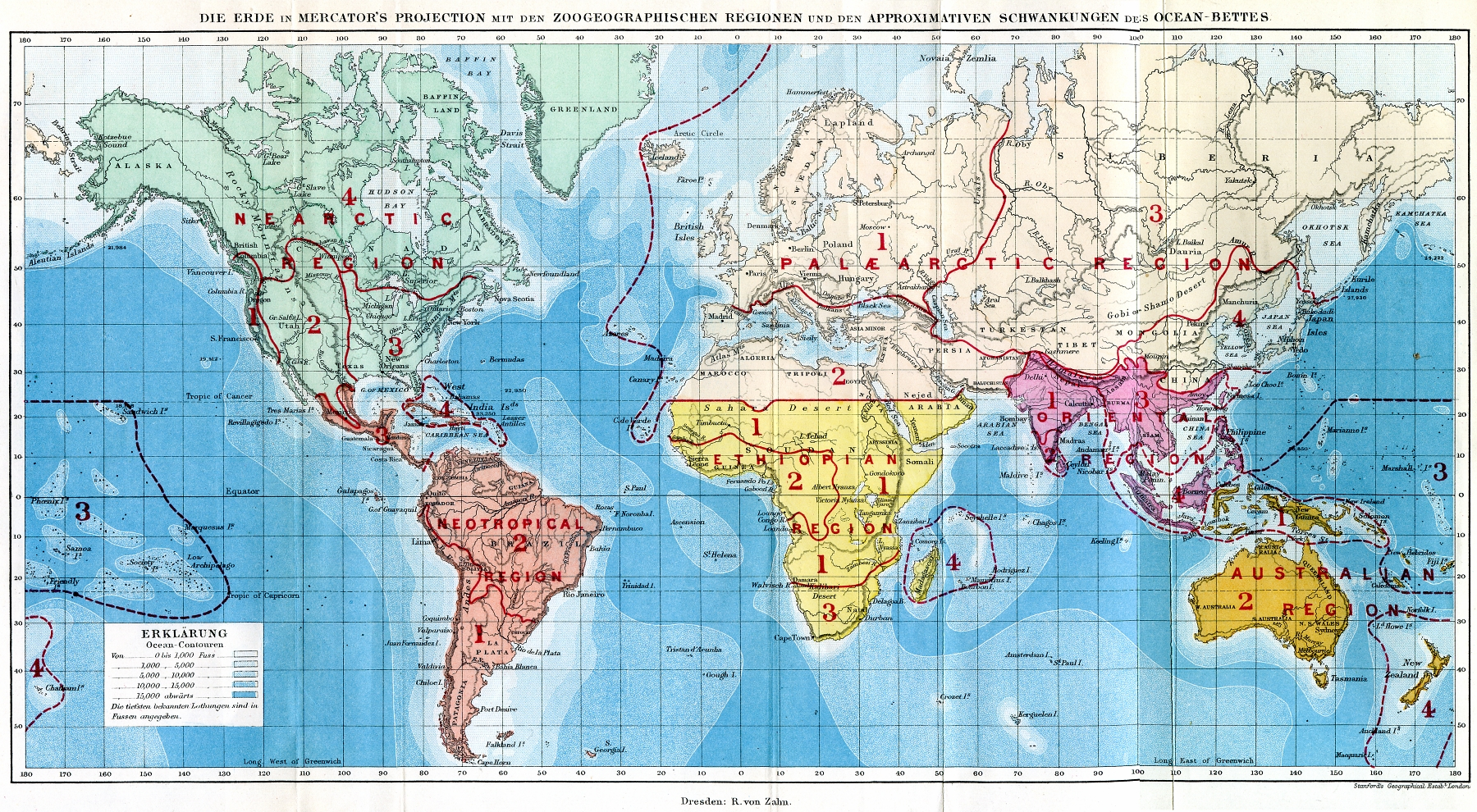
Zoogeographische Regionen nach Wallace, 1876

Man unterscheidet folgende zoogeographischen Regionen oder Faunenprovinzen:
- Paläotropis oder paläotropische Region, bestehend aus
  - Orientalis oder orientalische Region (Südasien)
  - Afrotropis oder afrotropische Region (Afrika südlich der Sahara, mit Madagaskar als Teilregion)
- Holarktis oder holarktische Region, bestehend aus
  - Paläarktis oder paläarktische Region (Europa, Asien ohne Süd- und Südostasien, Nordafrika)
  - Nearktis oder nearktische Region (Nordamerika ohne Mittelamerika)
- Neotropis oder neotropische Region (Süd- und Mittelamerika)
- Australis oder australische Region (Australien mit assoziierten Inseln)
- Archinotis oder archinotische Region (Antarktis)

### Die Florenreiche

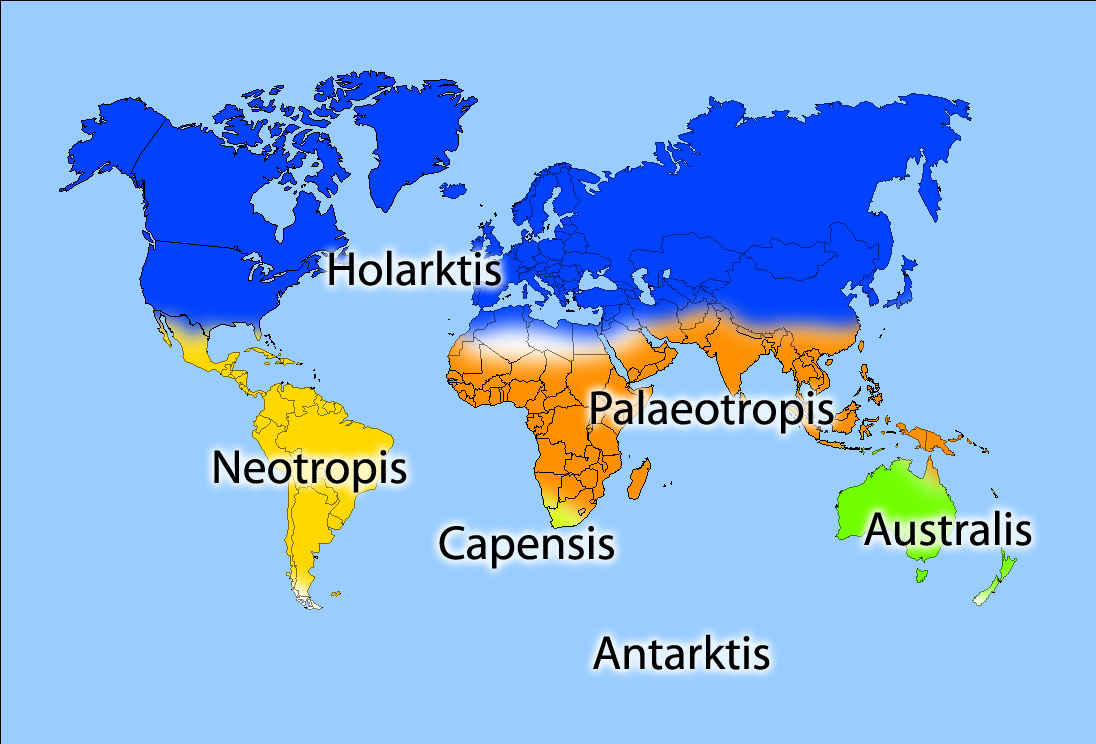
Die Florenreiche

Die Aufteilung in Florenreiche entspricht vielfach der Einteilung in zoogeographische Regionen. Gebietsweise gibt es jedoch auch deutliche Abweichungen. So wird im Süden Afrikas eine besondere Kapregion abgegrenzt, hingegen wird Afrika südlich der Sahara mit den südlichen Regionen Asiens zur Paläotropis zusammengefasst und Eurasien (ohne Südasien) wird mit Nordamerika zur Holarktis zusammengefasst. Es gibt sechs kontinentale und ein ozeanisches Florenreich:
- Paläotropis (Afrika südlich der Sahara, Südasien und Südostasien)
- Capensis (Kapgebiet Südafrikas), das kleinste Florenreich
- Holarktis (Nordamerika, Europa, nördliches Eurasien, Nordafrika)
- Neotropis (Süd- und Mittelamerika)
- Australis (Australien)
- Antarktis
- ozeanisches Florenreich (kontinentalferne Inseln, besonders im Pazifik), wird von manchen Autoren zur Paläotropis gerechnet

### Die zonalen Modelle der Biogeographie

Die Vielfalt geozonaler Modelle (animiert)

Bei globaler Betrachtung lassen sich aus den Ergebnissen der Biogeographie zahlreiche zonale Modelle ableiten. Je nach Ausrichtung und Autor stehen sie unter Bezeichnungen wie „Vegetationszonen“, „Zonobiome“, „Ökozonen“, „Naturlandschaftszonen“, „Landschaftsgürtel“, „geoökologische Zonen“, „Biozonen“ und noch einige mehr. Ihr mehr oder weniger großer Bezug zu den Klimazonen-Modellen ist dabei offensichtlich.

## Zur Geschichte
Erste Gedanken mit biogeographischen Zügen existierten im 17. Jahrhundert, als Bibelgelehrte und Naturalisten die Wiederbesiedlung der Erde nach der Sintflut diskutierten. Dass Tiere, die unterschiedlichste klimatische Bedingungen benötigen, von einem Punkt – dem Berg Ararat – ausgehend ihre heutigen Lebensräume gefunden hätten, konnte erstmals erklärt werden.  
Als Begründer der Vegetationsgeographie gilt Alexander von Humboldt mit seinem Werk Ideen zu einer Geographie der Pflanzen (Tübingen, 1807). Er beschrieb die Vegetation als bestimmendes Merkmal des „Gestaltcharakters“ der verschiedenen Erdregionen und begann mit einer physiognomischen Betrachtungsweise der Pflanzen.
August Grisebach prägte dann den Begriff der „Pflanzengeographischen Formation“ als „eine Gruppe von Pflanzen, die einen abgeschlossenen physiognomischen Charakter trägt, wie eine Wiese, ein Wald usw.“.
Durch die Pionierleistung von Humboldt entwickelte sich ab etwa 1830 die vegetationskundliche Arbeitsrichtung, vertreten durch Oswald Heer, Franz Unger, Otto Sendtner und andere. 
In den 1890er Jahren betrieb Eugenius Warming ökologisch ausgerichtete Vegetationsgeographie und veröffentlichte sein Werk Ökologische Pflanzengeographie (Berlin, 1896). Alfred Hettner wandte sich 1935 mit seiner Veröffentlichung Die Pflanzenwelt (Vergl. Länderkunde IV.; Leipzig, 1935) dann jedoch wieder dem vegetationsgeographischen Aspekt zu. Der Geograph Carl Troll definierte dann den Begriff „Landschaftsökologie“ und führte weltweit Hochgebirgsstudien durch.
Bereits in der Mitte des 19. Jahrhunderts bereiteten jedoch Charles Darwin und Alfred Russel Wallace durch ihre Entdeckung bzw. Beiträge zur Evolution die Grundlagen, durch die sich viele Vorgänge und Muster der Biogeographie erklären lassen. Insbesondere Darwins Erklärungen zu Dispersalereignissen, also der räumlichen Trennung durch Ausbreitung und anschließenden Evolution der Populationen zu neuen Arten, waren mit Grund, die Ansätze von einer unverrückbaren und dauerhaften Verteilung der Arten zu revidieren. Weitere Grundlagen zur Biogeographie lieferte der deutsche Alfred Wegener. Zu Beginn des 20. Jahrhunderts begann Wegener sich der Theorie des Kontinentaldrifts zu widmen und versuchte sie zu beweisen. Zeit seines Lebens wurden seine Bemühungen dafür aber nicht anerkannt. Erst Jahrzehnte später, während eine weitere wegweisende Theorie der Biogeographie vorgestellt wurde, nämlich die Äquilibriumstheorie der Inselbiogeographie von Robert H. MacArthur und Edward O. Wilson, wurde der Kontinentaldrift breiter wissenschaftlicher Konsens.
In der Anfangszeit der Biogeographie, behandelte der überwiegende Teil der Veröffentlichungen Themen der Botanik. Mit ein Grund war allein schon die reine Anzahl an Tieren im Verhältnis zu Pflanzen. Das lange Zeit bedeutsamste Werk zur Fauna stammt von Wallace, der es 1876 unter dem Titel The Geographical Distribution of Animals verlegen ließ. Darin wird die bis ins 21. Jahrhundert gültige Aufteilung der Welt in Faunenregionen dargestellt, die auch auf den Ergebnissen von Philip Lutley Sclater beruhen. Ein bedeutender Teil der Arbeit von Wallace war dabei die Entdeckung der, später nach ihm benannten, Wallace-Linie. Erst Ende 2012 veröffentlichte ein Team des Center for Macroecology, Evolution and Climate (CMEC) der Universität Kopenhagen um Ben Holt und Jean-Philippe Lessard eine moderne Studie, die das Werk von Wallace um wesentliche Aspekte erweitert. 
Der Begriff Biogeographie wurde auch in der Anthropogeographie von Friedrich Ratzel genutzt, um den Staat als bodenständigen Organismus zu erklären.

## Arbeitsrichtungen der Biogeographie
Die Biogeographie gliedert sich in Allgemeine Biogeographie, Spezielle Biogeographie und Angewandte Biogeographie.

### Allgemeine Biogeographie
Die Allgemeine Biogeographie befasst sich mit theoretischen Grundlagen sowie mit Methodenentwicklung. Sie gliedert sich in folgende Vertiefungen:

#### Arealkunde oder Chorologie
Das Areal ist das Verbreitungsgebiet einer Art. Die Arealkunde (Chorologie) die Lehre von der geographischen Verbreitung der Organismen bzw. einzelner Arten und systematischer Sippen. Sie konzentriert sich auf die Darstellung, komparative und ökologische Analyse der Verbreitung von Tier- und Pflanzenarten. Als Arbeitsmethoden steht die Arealdiagnose zur Verfügung. Da Pflanzen aufgrund ihrer eingeschränkten Mobilität besonders klare Raumzuordnungen ermöglichen, ist vor allem die Florenanalyse entwickelt.

#### Paläobiogeographie oder Historische Biogeographie
Die Paläobiogeographie beschäftigt sich mit den Ursachen für die Entstehung und Verbreitung der Tiere und Pflanzen. Als Arbeitsmethoden stehen die Radiokohlenstoffdatierung (auch C14-Methode genannt), die Pollenanalyse sowie die Dendrochronologie zur Verfügung.

#### Inselbiogeographie
In der Inselbiogeographie spielen sowohl theoretische Aspekte (Gleichgewichtstheorie der Artenvielfalt) als auch evolutionsbiologische Aspekte eine Rolle. Bezüge bestehen über das Konzept des Biotopverbundes und die Schutzgebietsplanung zum Naturschutz.

### Spezielle Biogeographie
Die Spezielle Biogeographie adressiert einerseits bestimmte Regionen der Erde und andererseits die Verbreitungsmuster spezifischer Artengruppen (Pflanzengeographie, Tiergeographie), Lebensgemeinschaften (Vegetationsgeographie) oder Ökosysteme. Das Ziel ist es, die Bedeckung bzw. Verbreitung dieser Einheiten möglichst umfassend zu charakterisieren.

### Angewandte Biogeographie
In der Angewandten Biogeographie werden die Kenntnisse der Allgemeinen und Speziellen Biogeographie in die Praxis umgesetzt. Beispiele sind Gewässerzonierung, Bioindikation, Forstliche Planung oder Schutzgebietsausweisung.
Enge Beziehungen der Biogeographie bestehen zur

### Tier- und Pflanzenökologie
Die Tier- und Pflanzenökologie beschäftigt sich mit der Beziehung der Tiere und Pflanzen untereinander und den Wechselwirkungen der Lebewesen mit ihrem Lebensraum. Als Arbeitsmethoden stehen die Standortanalyse, die Ökosystemmodellierung, die Stoffbilanzierung sowie das Biomonitoring zur Verfügung.

## Wissenschaftliche Einrichtungen
In Deutschland gibt es an der Universität Trier und an der Universität Bayreuth einen Fachbereich Biogeographie mit entsprechenden Studiengängen. An anderen Universitäten ist Biogeographische Forschung teilweise Bestandteil der Studiengänge Landschaftsökologie, Biologie und Geographie.
Bundesweit vernetzt der Arbeitskreis Biogeographie Wissenschaftler, die zu unterschiedlichen Themen biogeographisch arbeiten.

### Biogeographie
- Christopher Barry Cox & Peter D. Moore: Einführung in die Biogeographie. UTB 1408. Fischer, Stuttgart 1987, ISBN 3-437-20366-5.
- Carl Beierkuhnlein: Biogeographie. UTB L 8341. Ulmer-Verlag, Stuttgart 2006, ISBN 3-8252-8341-0.
- James H. Brown & Mark V. Lomolino: Biogeography. 2. Aufl., Sinauer Associates, Sunderland, Massachusetts, 1998, ISBN 0-87893-073-6.
- H. Freitag: Einführung in die Biogeographie von Mitteleuropa unter besonderer Berücksichtigung von Deutschland. G. Fischer, Stuttgart 1962.
- Manfred Hofmann: Biogeographie und Landschaftsökologie (= Grundriss Allgemeine Geographie, Teil 4). Schöningh-Verlag, Paderborn 1985, ISBN 3-506-21144-7.
- Mark V. Lomolino, Brett R. Riddle, Robert J. Whittaker: Biogeography: biological diversity across space and time. 5. Aufl., Sinauer Associates, Sunderland, Massachusetts 2016, ISBN 978-1-60535-472-9.
- Paul Müller: Arealsysteme und Biogeographie. Ulmer-Verlag, Stuttgart 1981, ISBN 3-8001-3422-5.
- Ulrich Sedlag & Erich Weinert: Biogeographie, Artbildung, Evolution. Fischer-Verlag, Jena 1987, ISBN 3-334-00030-3.

### Vegetationsgeographie und Geobotanik
- Richard Pott: Allgemeine Geobotanik: Biogeosysteme und Biodiversität. Springer-Verlag, Berlin 2005, ISBN 3-540-23058-0.
- Hans-Jürgen Klink: Vegetationsgeographie (= Das Geographische Seminar). 3. Auflage. Westermann, Braunschweig 1998, ISBN 3-14-160282-4.
- Fred-Günter Schroeder: Lehrbuch der Pflanzengeographie. UTB 8143. Quelle und Meyer, Wiesbaden 1998, ISBN 3-8252-8143-4.
- Heinrich Walter: Allgemeine Geobotanik als Grundlage einer ganzheitlichen Ökologie. UTB 284, 3. Auflage. Ulmer-Verlag, Stuttgart 1986, ISBN 3-8001-2549-8.
- Heinz Ellenberg: Vegetation Mitteleuropas mit den Alpen in ökologischer, dynamischer und historischer Sicht. 5., stark veränderte und verbesserte Auflage. Ulmer, Stuttgart 1996, ISBN 3-8001-2696-6 (1. Auflage: 1963).

### Tiergeographie / Tierökologie / Zoologie
- Werner J. Kloft & Michael Gruschwitz: Ökologie der Tiere. UTB 729, 2. Auflage. Ulmer-Verlag, Stuttgart 1988, ISBN 3-8001-2576-5.
- Gustaf de Lattin: Grundriss der Zoogeographie. G. Fischer, Stuttgart 1967.
- Paul Müller: Tiergeographie: Struktur, Funktion, Geschichte und Indikatorbedeutung von Arealen. Teubner-Verlag, Stuttgart 1977, ISBN 3-519-03406-9.
- Fritz Schwerdtfeger: Lehrbuch der Tierökologie. Parey, Hamburg und Berlin 1978, ISBN 3-490-07718-0.
- Ulrich Sedlag: Tiergeographie (aus der Reihe „Urania-Tierreich“). Urania, Berlin 1995, ISBN 3-332-00387-9.
- Alfred Russel Wallace: Der Malayische Archipel. Braunschweig 1869.
- Alfred Russel Wallace: Die geographische Verbreitung der Thiere. Dresden 1876.